# Friedrich Bludau (Architekt, 1856)
Rudolf Friedrich Bludau, genannt Fritz Bludau (geboren 29. Januar 1856 in Waldau; gestorben 27. Oktober 1931 in Hannover) war ein deutscher Architekt, Tischler und Möbelzeichner.

## Leben

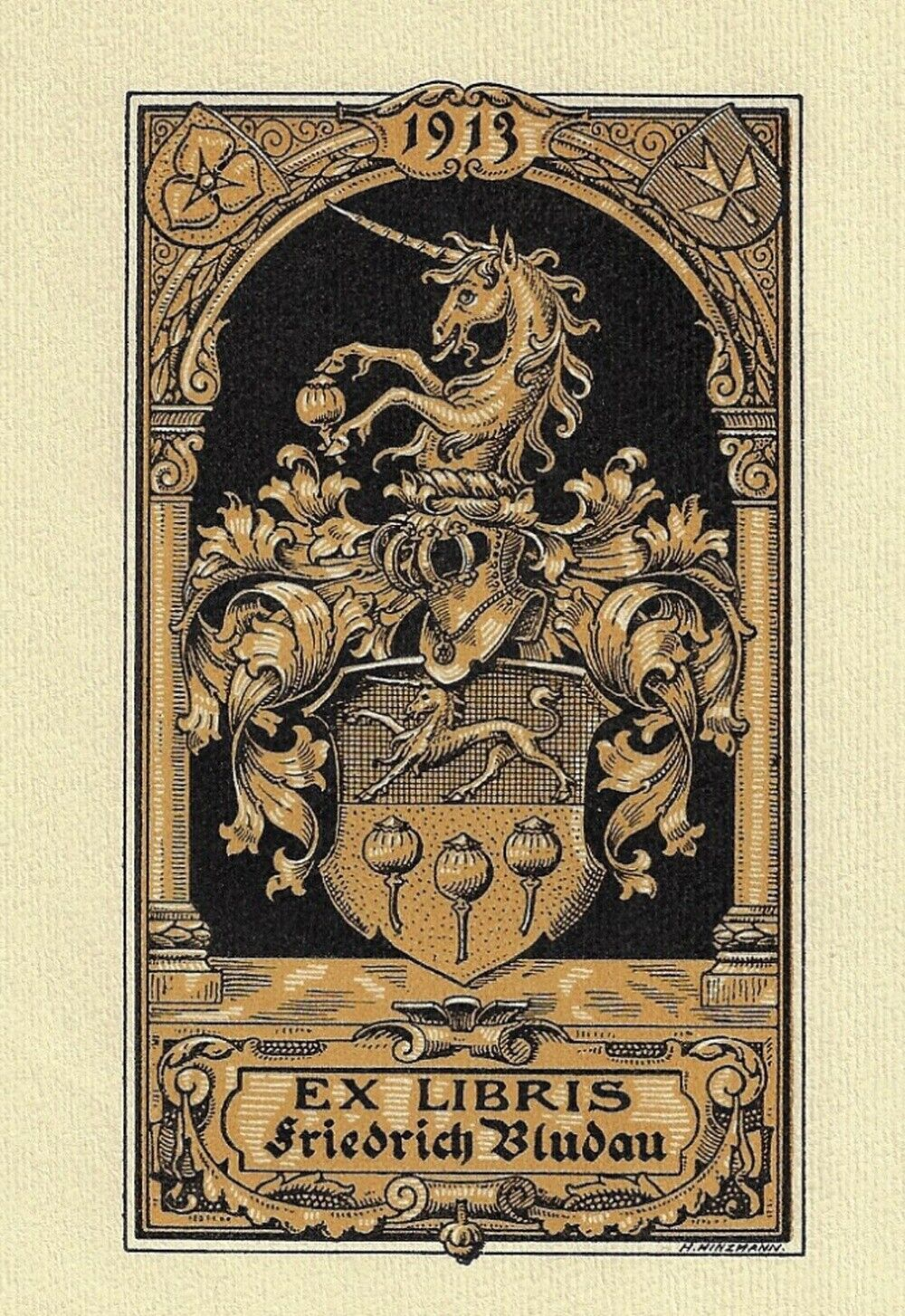
1913 datiertes Exlibris für Bludau von dem Heraldiker und Wappenzeichner Heinrich Hinzmann

Zum Ausbildungsweg Bludaus, insbesondere seines Studiums, ist bisher nichts bekannt geworden. Am 9. August 1887 wurde in Hannover sein Sohn, der spätere Architekt Friedrich Wilhelm Franz Bludau geboren.
Bludau, ein Anhänger von Conrad Wilhelm Hase, ist als Architekt ab 1890 in Hannover nachweisbar. Er entwarf anfänglich Bauten und Möbel im Stil der Neugotik, später näherten sich seine Werke dem Jugendstil an.
Zeitweilig arbeitete er als Mitarbeiter im Architekturbüro von Karl Börgemann.

## Bekannte Werke
- 1896: Hildesheimer Straße 139 (frühere Hausnummer 156), Hannover: Wohn- und Geschäftshaus für den Gartenmeister Heinrich Ravens; inklusive Hausinschrift erhalten[1]
- 1887–1891: Bauleitung der von Eberhard Hillebrand entworfenen Marienstraße: Neubau der Evangelisch-lutherischen Gartenkirche St. Marien, nach Kriegsschäden teilweise erhalten[1]
- 1897 Hannover, Hildesheimer Straße 137 (frühere Hausnummer 157), Ecke Im Haspelfelde: Wohn- und Geschäftshaus für den Gartenmeister Heinrich Ravens; erhalten[1]
- 1898:
  - Kommandanturstraße 7 (früher Nummer 15), Ecke Brand- und Leibnizstraße in Hannover: Wohn- und Geschäftshaus für Ernst Schlimme; das Gebäude ist erhalten, aber in der Dachzone verändert[1]
  - Kommandanturstraße 10 (frühere Nummer 7): Mietshaus; erhalten[1]
- 1899 Poppelsdorf bei Bonn: Wettbewerbsentwurf für den Neubau der so nicht ausgeführten Lutherkirche; der Bau wurde 1901–1903 nach Entwürfen der Architekten Johannes Vollmer und Heinrich Jassoy ausgeführt[1]
- um 1899: Kommandanturstraße 12 (frühere Nummer 8) in der Calenberger Neustadt: Mietshaus; erhalten[1]
- um 1900: Knochenhauerstraße 25 (frühere Nummern 46/47) in Hannover: Wohn- und Geschäftshaus; gut erhalten[1]
- um 1900, Neustadt am Rübenberge: Villen Lindenstraße 8 und 10, erhalten[1]
- 1903
  - Hannover: Großer Hillen 38, Ecke Lange-Hop-Straße: Villa für den Kammersänger Hermann Brune; erhalten[1]
  - Entwürfe (Projektvorschlag) für Einfamilien-Ferienhäuser in Seebadeorten in Blockbauweise; ungeklärt ist Ausführung und die mögliche Anwendung der Fertigteil-Bauweise[1]
- 1904–1905, Burgwedel: Im Klint 2: Gebäude für die örtliche Sparkasse Burgwedel; erhalten[1]
- 1905, Hannover:
  - Eichendorffstraße 3, Wohnhaus Ernst Stümpel; erhalten[1]
  - Tiergartenstraße 150 (frühere Adresse Sehnder Straße 150), Ecke Jöhrenstraße in Kirchrode: Villa für Ernst Seegers; nicht erhalten[1]
  - Jöhrenstraße 15, Ecke Ostfeldstraße: Villa für den Kaufmann Alfred Körting; erhalten, aber modern überformt
- um 1905–1910: Hannover, Arnswaldtstraße 26 (frühere Nummer 12): Wohnhaus; nicht erhalten[1]
- 1907: Sallstraße 57 (frühere Hausnummer 97), Hannover: Evangelisch-lutherisches Pfarrhaus der Nazarethkirche; das Gebäude wurden in den 1950er und 1960er Jahren total umgebaut[1]
- um 1907: Neustadt am Rübenberge: Villa für Dr. Preuß[1]
- 1909: Burgdorf, Marktstraße 11: Wohn- und Geschäftshaus für den Kaufmann Paul Rosenberg; später umgebaut[1]
- 1911: Burgdorf, Vor dem Hannoverschen Tor 1: Villa des Landrates; erhalten[1]

## Archivalien
Archivalien von und über Friedrich Bludau finden sich beispielsweise
- beim Bauordnungsamt Hannover in den Hausakten[1]